# Korosz ćwieczakowaty
Korosz ćwieczakowaty (Corticeus fraxini) – gatunek chrząszcza z rodziny czarnuchowatych i podrodziny Diaperinae. Zamieszkuje palearktyczną Eurazję.

## Taksonomia
Gatunek ten opisany został po raz pierwszy w 1794 roku przez Johanna Gottlieba Kugelanna na łamach „Neuestes Magazin für die Liebhaber der Entomologie” pod nazwą Hypophloeus fraxini.

## Morfologia
Chrząszcz o mocno wydłużonym, acz bardziej krępym niż u większości koroszy, walcowatym ciele długości od 3,5 do 5 mm, z wierzchu błyszczącym i nagim, ubarwionym jednolicie brunatnie lub czerwonobrunatnie.
Głowa ma prawie dwukrotnie szersze niż dłuższe, na przedzie wykrojone oczy.
Przedplecze jest wyraźnie szersze od głowy, tak szerokie jak długie, najszersze w połowie długości, w zarysie kwadratowe z zaokrąglonymi bokami, o przednich kątach wyraźnych, tylnych kątach zaostrzonych, niewystających i nieuniesionych, a powierzchni pokrytej drobnymi, dość głębokimi punktami rozstawionymi na dystanse mniejsze od ich średnic. Pokrywy są tak szerokie jak przedplecze, nieprzyciemnione na szczytach, bezładnie pokryte punktami płytszymi i bardziej rozproszonymi niż na przedpleczu. Duże, zaokrąglone pygidium ma drobne punktowanie.

## Ekologia i występowanie
Owad leśny, saproksyliczny, związany z drzewami iglastymi i liściastymi, najczęściej z sosnami. Bytuje pod przegrzybiałą korą, w zmurszałym i przegrzybiałym drewnie oraz w korytarzach kornikowatych, w tym czterooczaka świerkowca, kornika drukarza, kornika sześciozębnego, pstraków, roztoczków i rytownika czterozębnego.
Gatunek palearktyczny. W Europie znany jest z Hiszpanii, Wielkiej Brytanii, Francji, Belgii, Holandii, Niemiec, Szwajcarii, Austrii, Włoch, Danii, Szwecji, Norwegii, Finlandii, Estonii, Łotwy, Litwy, Polski, Czech, Słowacji, Węgier, Białorusi, Ukrainy, Rumunii, Bułgarii, Chorwacji, Grecji oraz europejskiej części Rosji, a w Azji z Cypru, anatolijskiej części Turcji, syberyjskiej i dalekowschodniej części Rosji, Kazachstanu i Mongolii.
W Polsce korosz ten jest podawany z nielicznych, często izolowanych stanowisk. W Czechach jest owadem rzadko spotykanym na Morawach i nieznanym z Bohemii. Na „Czerwonej liście gatunków zagrożonych Republiki Czeskiej” umieszczony został jako gatunek zagrożony wymarciem (EN).